# شیباتا ناگاآتسو
شیباتا ناگاآتسو (به ژاپنی: 新発田 長敦 Shibata Nagaatsu); ۱ ژانویهٔ ۱۵۳۸ – ۱ ژانویهٔ ۱۵۸۰) سامورایی و ملازم اوئه‌سوگی کنشین اهل ژاپن بود.